# 内藤良平
内藤 良平（ないとう りょうへい、1916年〈大正5年〉3月17日 - 1996年〈平成8年〉12月21日）は、昭和期の労働運動家、政治家。衆議院議員。

## 経歴
秋田県秋田市で生まれる。1933年（昭和8年）秋田市商業学校（現秋田市立秋田商業高等学校）を卒業した。
1935年（昭和10年）鉄道省（のちの日本国有鉄道）に入省。仙台鉄道局秋田運輸事務所、新潟鉄道局秋田管理部総務課などに勤務。国鉄労働組合中央委員、同秋田支部書記長、秋田県労働組合会議議長、同事務局長、護憲連合秋田県代表委員などを務めた。秋田市議会議員に選出され2期在任し、同総務財政委員長、秋田県地方労働委員も務めた。
1949年（昭和24年）日本社会党に入党。1958年（昭和33年）6月の第3回参議院議員通常選挙・秋田県地方区補欠選挙に出馬して落選し、さらに第5回、第7回通常選挙でも落選した。1967年（昭和42年）1月の第31回衆議院議員総選挙で秋田県第1区から出馬して初当選。次の第32回総選挙でも当選し、衆議院議員に連続2期在任した。この間、裁判官弾劾裁判所裁判官予備委員、衆議院運輸常任委員、同災害対策特別委員、社会党秋田県本部財務委員長、同副委員長、同党交通政策委員会事務局長、同地方交通対策特別委員会事務局長、同県本部顧問などを務めた。秋田県の労農運動、出稼ぎ問題への対応に尽力した。その後、第33回総選挙に立候補したが落選した。
のちに運輸審議会委員を務めた。また秋田市で誕生したプロレタリア雑誌『種蒔く人』の顕彰会会長となった。